# Joseph Friedrich Nicolaus Bornmüller

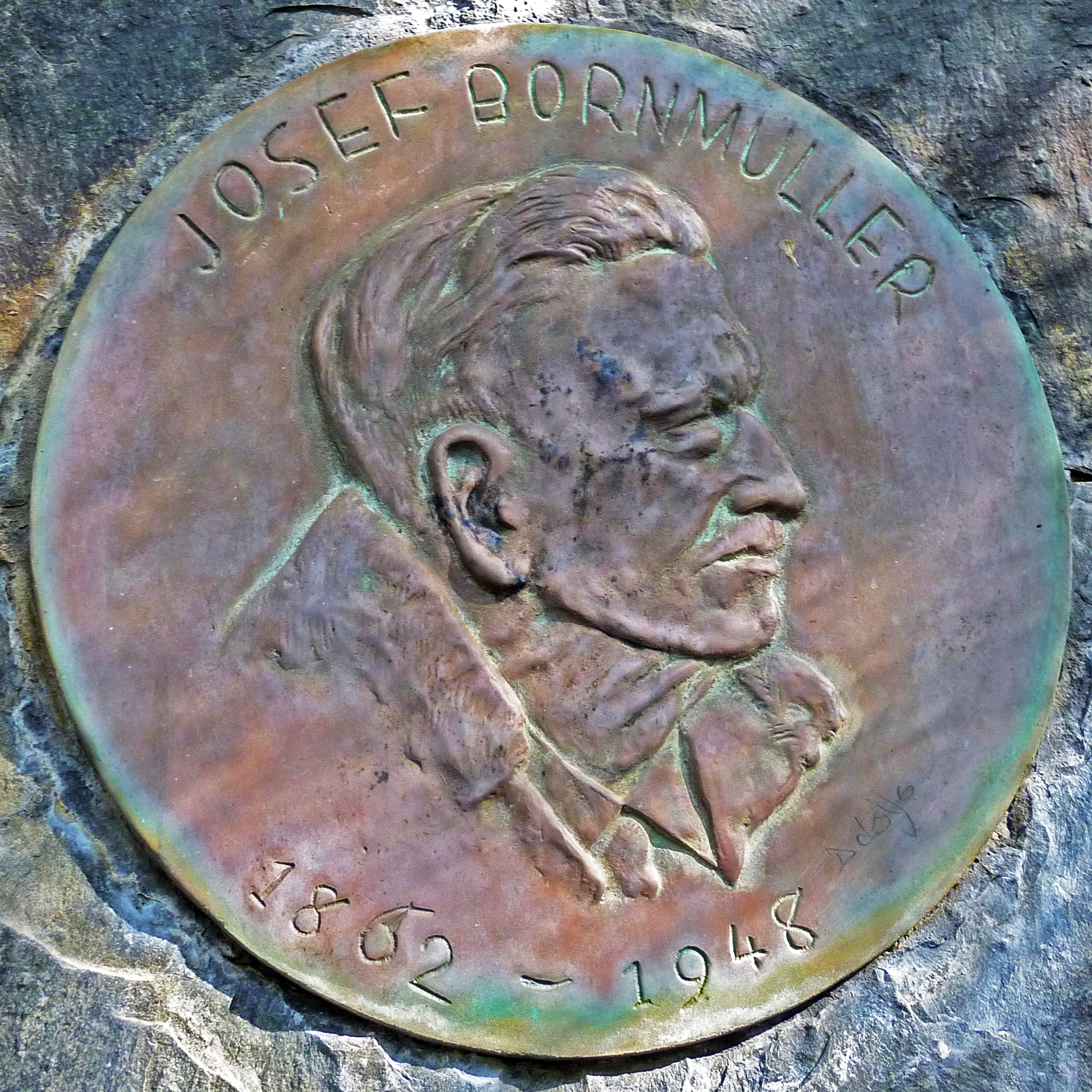
Joseph Bornmüller

Joseph Friedrich Nicolaus Bornmüller ( Hildburghausen, 6 de dezembro de 1862 – Weimar, 19 de dezembro de 1948 ) foi um botânico alemão.

## Biografia
Era filho de  Franz Bornmüller e de Meta nascida Meyer. Estudou na Escola de Horticultura de  Potsdam nos anos 1880. Fez numerosas viagens de estudo e dirigiu o herbário oriental de  Weimar de 1903 a 1938. Casou-se com Frida Amelung em 1895. Foi convidado, em 1913, por  Alexei Pavlovich Fedchenko (1844-1873) para participar de uma expedição científica ao leste de Turquistão. Trabalhou, em 1917-1918, na Macedônia, então ocupada pelos alemães.  
Sua coleção particular foi vendida após a sua morte ao "Museu de História Natural de  Berlim".

## Obras
- "Beiträge zur Flora Mazedoniens". 1925–1928
- "Repertorium specierum novarum regni vegetabilis, 1938.

## Homenagens
Em 1943 recebeu o título de doutor honorário em  Jena.
Os gêneros  Bornmuelleria Hausskn. e Bornmuellerantha Rothm.  foram nomeados em sua honra.